# Domingo de Azcuénaga y Basavilbaso
Domingo de Azcuénaga y Basavilbaso fue un comerciante, jurisconsulto y poeta bonaerense, considerado el primer fabulista argentino.

## Biografía
Domingo de Azcuénaga nació en Buenos Aires el 22 de septiembre de 1758, hijo del comerciante Vicente de Azcuénaga y de Rosa de Basavilbaso y Urrubia. Al igual que su hermano Miguel de Azcuénaga fue enviado a España en 1764 y estudió en Sevilla, de donde regresó para concluir sus estudios de abogado en Lima.
Ejerció su profesión en Buenos Aires, inscribiéndose en 1790 en la correspondiente matrícula de la Real Audiencia de Buenos Aires.
Fundó la Sociedad Literaria del Plata, siendo reconocido como uno de los poetas más fecundos de su tiempo y el primer fabulista argentino.
Desde mayo de 1801 hasta enero de 1802 publicó una fábula mensual en el Telégrafo Mercantil, de carácter irónico, grotesco y mordaz.
Adhirió a la Revolución de Mayo de 1810 al igual que su hermano Miguel, quien se convirtió en miembro de la Primera Junta. De la época destacan una Crítica a la prensa argentina y un soneto que compuso tras la derrota en la batalla de Sipe Sipe.
Casó en 1790 con Clara Isabel Núñez y Chabarria. Su mujer, hija de Pedro Núñez y Alonso, escribano del cabildo, y de Isabel de Chavarría y del Castillo, era conocida realista y aprovechando sus recursos y la relativa impunidad que le otorgaba la posición de su marido y su cuñado, llegó a ocultar y ayudar a fugar a Montevideo a más de cien oficiales y soldados españoles, muchos de ellos fugados del centro de detención de prisioneros realistas de Las Bruscas.
Aparte de valor, tenía al igual que su marido un sentido del humor muy particular. En una ocasión organizó un convite "secreto" en su casa, en que reunió a perseguidos políticos que se ocultaban en una casa vecina. Asistieron así alvearistas y rodriguistas, patriotas y realistas, portugueses y españoles, ciudadanos de las Provincias Unidas del Río de la Plata, de Chile y Perú, una pausa de fraternidad probablemente única en la época.
Uno de sus hijos, el alférez del Regimiento Fijo de Buenos Aires José Benito de Azcuénaga adhirió al igual que su madre al partido realista y comandó la defensa de la isla Martín García en ocasión del exitoso asalto de las fuerzas de Guillermo Brown en el Combate de Martín García (1814).
Domingo de Azcuénaga falleció en Buenos Aires el 29 de abril de 1821 y sus restos fueron sepultados en el atrio del templo de Santo Domingo.